# RB-301B Borisoglebsk-2
RB-301B Borisoglebsk-2 (ros. РБ-301Б Борисоглебск-2) – rosyjski zautomatyzowany system zakłócania łączności wykorzystywany przez Siły Zbrojne Federacji Rosyjskiej, wywodzący się z rodziny R-330.

## Historia
Prace nad powstaniem systemu rozpoczęto w 2004 r. Rosyjski koncern Sozwiezdije (ros. Созвездие), na bazie dotychczas wykorzystywanego systemu R-330B Mandat, opracował nową konstrukcję. System jest zamontowany na dziewięciu pojazdach opancerzonych MT-LBu i ma na celu zagłuszanie łączności radiowej, telefonii komórkowej oraz komunikacji i nawigacji satelitarnej. Testy nowego sprzętu zostały zakończone w grudniu 2010 r. W 2013 r. pierwsze osiem zestawów przekazano do testowania jednostkom Południowego Okręgu Wojskowego, rok później sześć z nich wykorzystano w zawodach operatorów broni elektronicznej tego okręgu na poligonie Kalinowski. Jednocześnie opracowano symulator „Magnij”, który pozwala na wstępne szkolenie personelu. Produkcję na większą skalę rozpoczęto w 2015 r. w Zjednoczonym Zakładzie Przemysłu Narzędziowego (ros. Объединённая приборостроительная корпорация). Do końca 2015 r. przekazano rosyjskim siłom zbrojnym 10 zestawów RB-301B. Dostawę kolejnych czternastu przewidziano w następnych latach. Jednostki Południowego i Wschodniego Okręgu Wojskowego otrzymały system Borisoglebsk-2 w 2015 r. Szkolenie personelu obsługującego system jest prowadzone w Tambowie.

## Opis techniczny
W skład systemu wchodzi centrum sterowania R-300KMW (umieszczone na dwóch ciężarówkach Ural) oraz pojazdy ze stacjami zagłuszającymi: R-378BMW, R-330BMW, R-934BMW i R-325UMW. Zamontowanie urządzeń na nadwoziach gąsienicowych MT-LBu zapewnia wysoką mobilność systemu, zwłaszcza poza drogami utwardzonymi. Obsługa potrzebuje 15 minut na przygotowanie systemu do pracy bojowej. Wymaga on podłączenia do sieci o napięciu 220 V lub 380 V i częstotliwości 50 Hz, dysponuje również własnymi generatorami Diesla. Całość działań systemu obsługuje czteroosobowy personel z centrum sterowania R-300KMW, które dysponuje dwoma stanowiskami kontrolnymi. Każde ze stanowisk może kontrolować pracę do czterech urządzeń zagłuszających, w trybie automatycznym możliwe jest kontrolowanie trzydziestu zadań.

## Użycie bojowe
System został wykorzystany w 2014 r. podczas ataku Rosji na Ukrainę. Jego obecność została udokumentowana 5 listopada 2014 r. w rejonie Stachanowa. W październiku 2015 r. obecność systemu stwierdzono na terenie Syrii.
Podczas agresji Rosji na Ukrainę w 2022 r. odnotowano użycie systemu w warunkach bojowych. Do czerwca udokumentowano fakt zniszczenia trzech pojazdów wchodzących w skład systemu oraz przechwycenie przez siły ukraińskie jednego z nich.

## Galeria

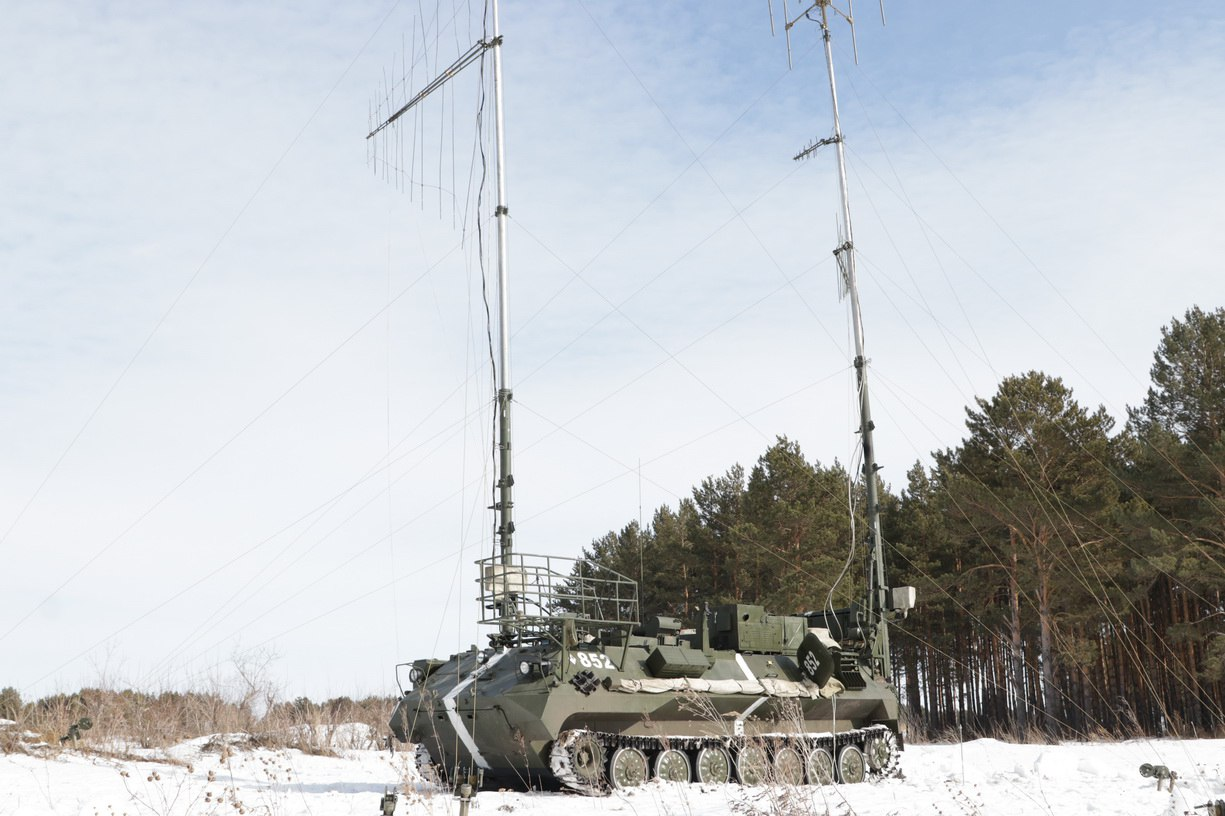
Borisoglebsk-2 w położeniu bojowym
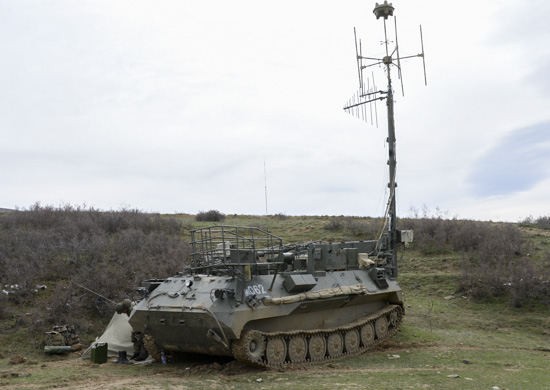
Borisoglebsk-2 w położeniu bojowym
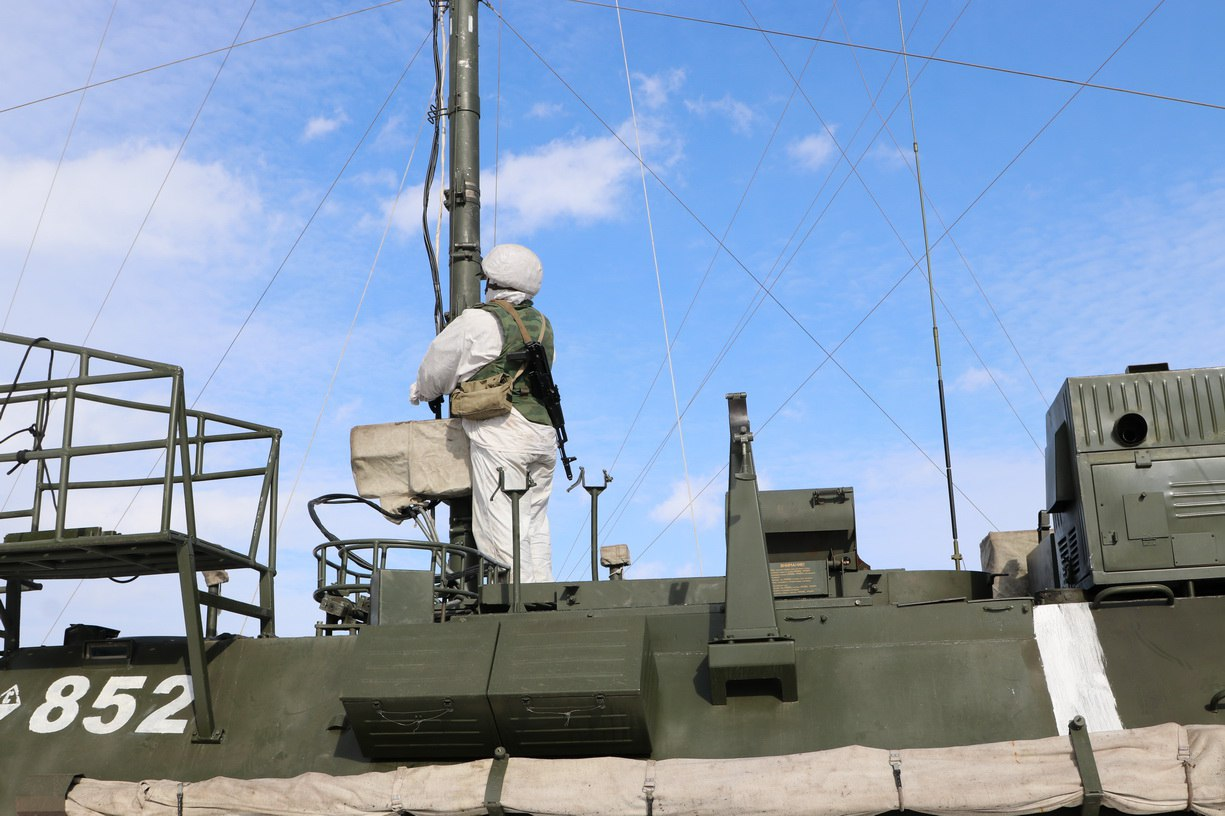
Elementy wyposażenia
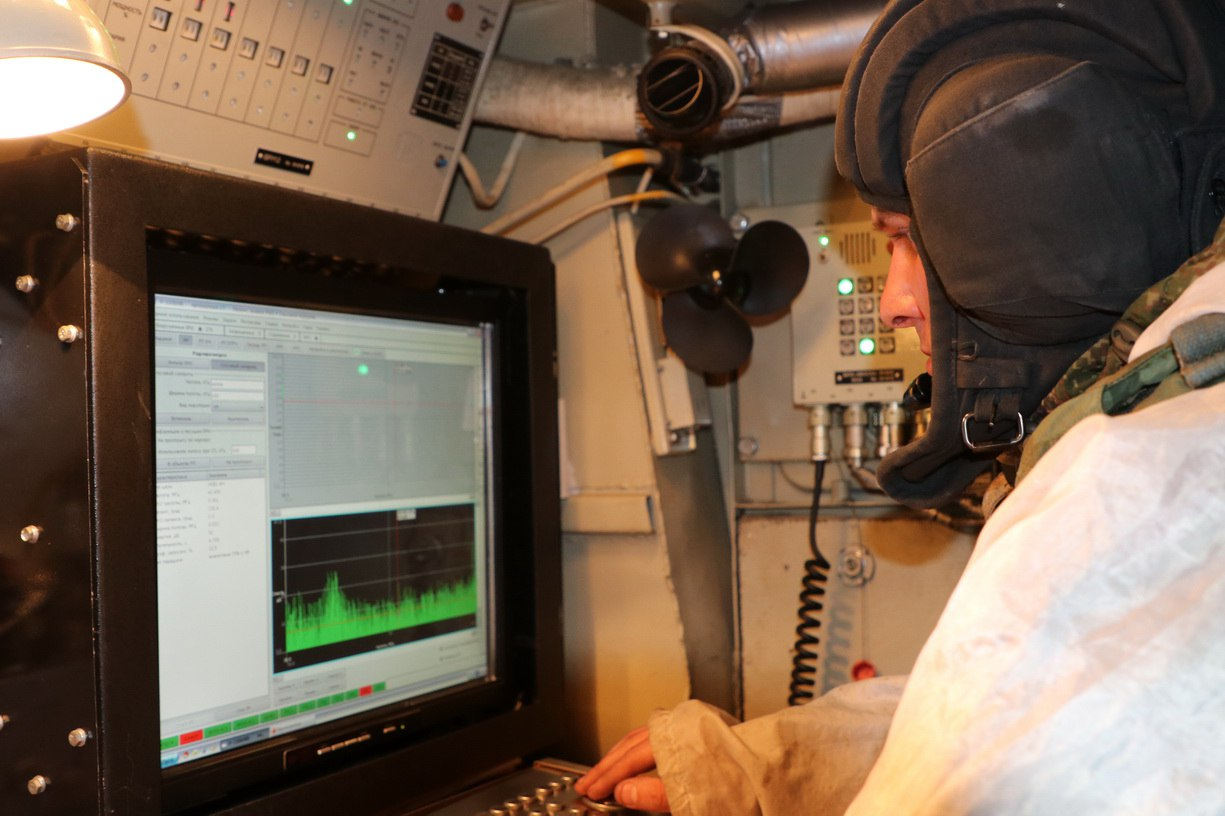
Stanowisko operatora systemu
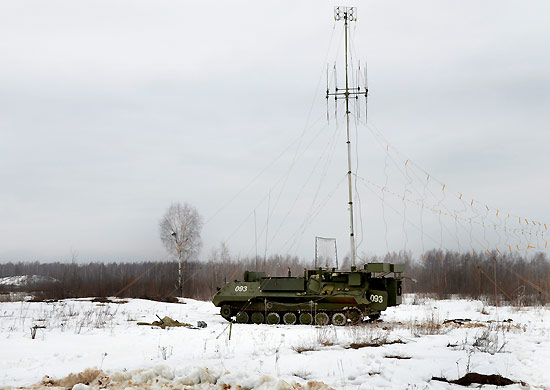
Jeden z pojazdów systemu Borisoglebsk-2